# Utsikt från Stalheim
Utsikt från Stalheim (norska: Fra Stalheim) är en oljemålning av den norske konstnären Johan Christian Dahl från 1842. Den ingår i Nasjonalmuseets samlingar i Oslo sedan 1914. 
Dahl var bosatt i Dresden från 1818 där han var nära vän med den tyska romantikens store målare Caspar David Friedrich och där han sedermera blev professor vid stadens konstakademi. Dahl företog flera studieresor till Norge och 1826 gjorde han ett par skisser från byn Stalheim i Voss kommun. Resan gjorde ett bestående intryck på Dahl och han återkom 16 år senare till detta motiv när Utsikt från Stalheim målades i ateljén i Dresden. Utsikten visar Nærøydalen, som utgör gräns mellan fylkena Sogn og Fjordane och Hordaland, och berget Jordalsnuten i bakgrunden. Människor, djur och gårdar framskymtar som miniatyrer i det storslagna fjällandskapet.